# Ignacy Myszka Chołoniewski
Ignacy Chołoniewski Myszka herbu Korczak, od 1798 roku herbu Chołoniewski Hrabia (ur. około 1740, zm. w 1823 w Chołoniowie) – szambelan Stanisława Augusta Poniatowskiego, deputat, a następnie marszałek Trybunału Koronnego, poseł na sejmy, w tym Sejm Czteroletni, starosta szczurowiecki i kołomyjski, po rozbiorach austriacki tajny radca i hrabia.

## Życiorys
Uczył się w Collegium Nobilium w Warszawie. Odziedziczył po ojcu liczne majątki ziemskie w województwach ruskim i wołyńskim, m.in. Chołoniów z tamtejszym pałacem, gniazdem Chołoniewskich.
Był starostą kołomyjskim od 1765, a właścicielem starostwa szczurowieckiego od 1776. Został szambelanem króla w 1766. Posłował na sejm walny w 1766, 1776 i w 1788 roku z województwa bracławskiego. Członek Komisji Skarbowej Koronnej w 1775. Decyzją króla Stanisława Augusta był deputatem, a następnie marszałkiem Trybunału Koronnego w 1776. Kawaler Orderu Świętego Stanisława od 1776.
Komandor austro-węgierskiego Orderu Świętego Stefana. Był członkiem Stanów Galicyjskich w 1782, a 30 marca 1798 roku, wraz z braćmi, otrzymał galicyjski tytuł hrabiowski.
Po śmierci został pochowany w ufundowanej przez siebie kaplicy cmentarnej w Horochowie.

## Życie rodzinne
Był najstarszym synem Adama Chołoniewskiego i Salomei z domu Kąckiej herbu Brochwicz. Miał ośmioro rodzeństwa. Byli to:
- Franciszek Ksawery, łowczy wielki koronny
- Rafał, miecznik wielki koronny
- Honorata, późniejsza żona Adama Rzyszczewskiego
- Cecylia, późniejsza żona Marcina Grocholskiego
- Koleta, późniejsza żona Antoniego Stanisława Czetwertyńskiego-Światopełka
- Andrzej
- Alojzy
- Ludwika.

Ożenił się z Marianną Józefą Hryniewiecką herbu Przeginia, córką Kajetana Hryniewieckiego. Mieli co najmniej pięcioro dzieci: Salomeę, Stanisława, Władysława, Jana i Adama. Jan był pradziadem Edwarda Chołoniewskiego.